# Dermacentor rhinocerinus

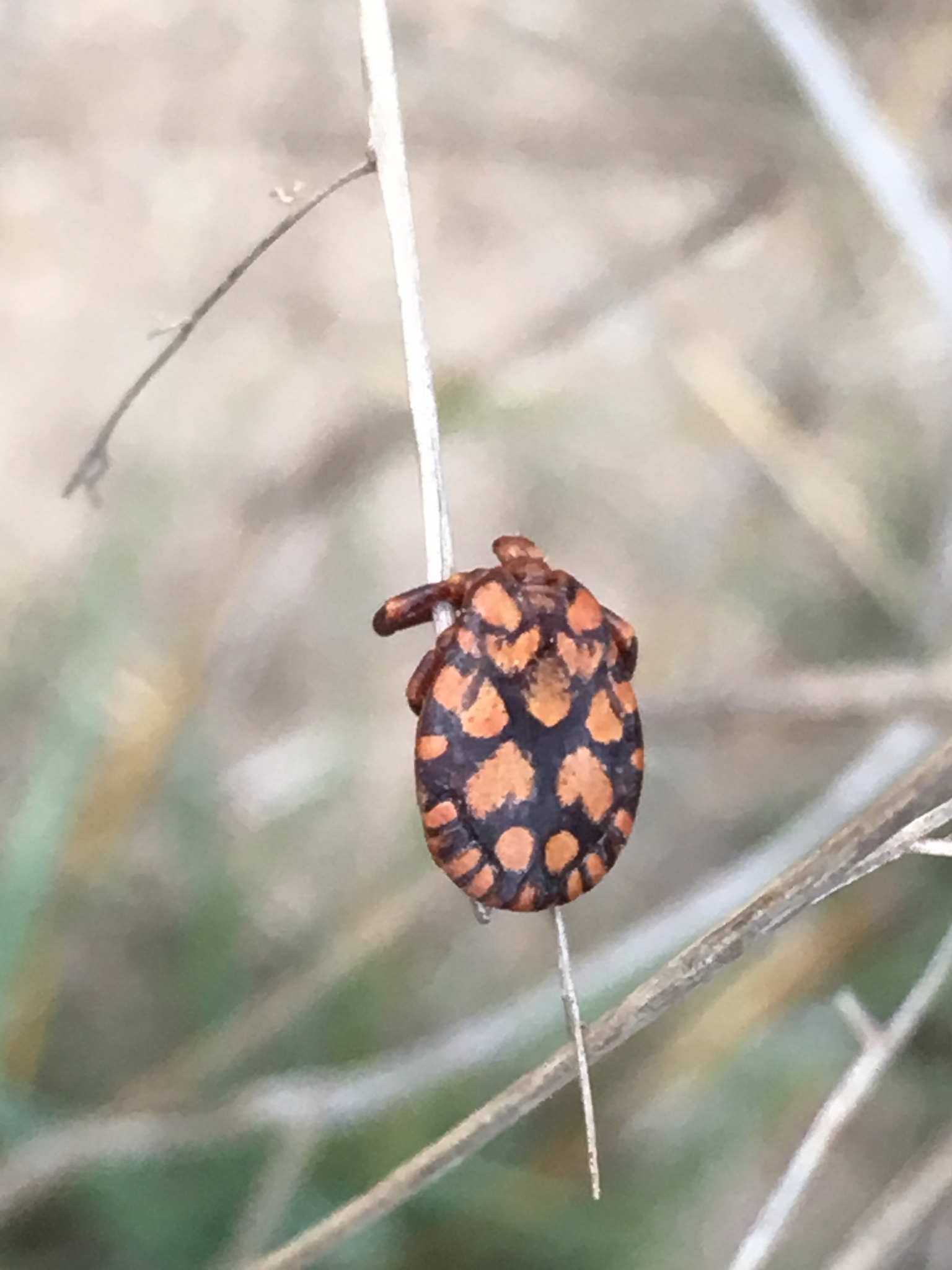
Dermacentor rhinocerinus an Grashalm

Dermacentor rhinocerinus ist ein blutsaugender Ektoparasit der beiden afrikanischen Nashörner Breitmaulnashorn (Ceratotherium simum) und Spitzmaulnashorn (Diceros bicornis). Sie ist eine sehr große Zecke und eine von etwa 35 Arten der Gattung Buntzecken (Dermacentor) in der Familie Schildzecken (Ixodidae).

## Merkmale
Die nachfolgenden Angaben basieren auf einer Neubeschreibung des Parasitologen James E. Keirans aus dem Jahr 1993, in der erstmals auch die Larven von Dermacentor rhinocerinus beschrieben wurden.

### Adulte männliche Zecken
Das Scutum der außergewöhnlich großen männlichen Zecken ist breit oval, das Capitulum hat eine rechteckige Basis mit einem konkaven Hinterrand. Das Scutum hat eine schokoladenbraune Grundfarbe und eine elfenbeinfarbenen Zeichnung, die aus symmetrisch entlang der Körperachse und meist paarweise auftretenden Flecken besteht. Am Hinterrand des Körpers befinden sich elf teilweise gezeichnete Festons. Das Scutum ist mit nur wenigen großen Poren besetzt. Die beiden Augen sind flach und sitzen an den Rändern des Scutums. Die Coxen des ersten Beinpaars haben jeweils zwei kurze, kräftige und dreieckige Dorne.

### Adulte weibliche Zecken
Das Scutum der sehr großen weiblichen Zecken ist oval, das Capitulum hat eine rechteckige Basis mit einem geraden hinteren Rand. Das Alloscutum hat eine dunkelbraune bis schwarze Grundfarbe und vereinzelte Bereiche mit dichten rötlichbraunen Setae. Am Hinterrand des Körpers befinden sich elf Festons in der Farbe des Alloscutums. Das Scutum ist groß, annähernd herzförmig und auf fast der gesamten Fläche elfenbeinfarbig gezeichnet, nur um die Poren und die beiden flachen Augen an den Rändern des Scutums befinden sich kleine dunkelbraune Bereiche.

### Nymphen
Die Nymphen sind groß, etwa 1,15 Millimeter lang und 0,75 Millimeter breit, der hintere Bereich des Alloscutums ist dicht mit Setae besetzt. Die Basis des Capitulums ist dorsal in der Mitte gerade und an den Rändern leicht konkav eingewölbt. Ventral befinden sich an der Basis zwei kräftige, nach hinten gerichtete Dornfortsätze. Die Coxen des ersten Beinpaars tragen zwei dreieckige Dorne von unterschiedlicher Länge.

### Larven
Der Körper ist oval, mit einer Länge von 0,612 bis 0,644 Millimeter. Die Breite an der breitesten Stelle hinter den Coxen des hinteren Beinpaars beträgt 0,427 bis 0,554 Millimeter. Die Länge des Scutums, das über die ganze Breite des Körpers reicht, beträgt 0,241 bis 0,265 Millimeter. Die relativ großen, flachen Augen befinden sich an den hinteren Ecken des Scutums. Das Capitulum ist etwa so breit wie lang, mit einer Länge bis zu 0,179 Millimeter und einer Breite von bis zu 0,191 Millimeter. Die Coxen des ersten Beinpaars tragen nur einen inneren mäßig langen und dreieckigen Dorn. Bei den Coxen des zweiten und dritten Beinpaars fehlen die inneren Dorne, aber alle haben einen kurzen äußeren Dorn.

## Lebensweise und Verbreitung
Die Hauptwirte adulter Dermacentor rhinocerinus sind das Breitmaulnashorn und das Spitzmaulnashorn. Gelegentliche Wirte sind Hausrinder, Hausschafe, Hausesel, Schabrackenschakale und Streifenschakale, Afrikanische Elefanten, Kaffernbüffel und Elenantilopen. Die Zecken befallen vorrangig den Genitalbereich ihrer Wirte. Nur Einzelfunde gibt es von einem Waran, einer Pferdeantilope und einer Schwarzfersenantilope. All diese gelegentlichen Wirte spielen im natürlichen Lebenszyklus von Dermacentor rhinocerinus wahrscheinlich keine Rolle. Nymphen und Larven wurden in einem Reservat, in dem Breitmaulnashörner leben, auf mehreren Arten von Nagetieren vorgefunden: der Weißbauch-Nacktsohlenrennmaus (Gerbilliscus leucogaster, Larven und Nymphen), der Buschratte Aethomys chrysophilus mit einem Larvenfund, und der Natal-Vielzitzenmaus (Mastomys natalensis) mit einer Nymphe. Es wird angenommen, dass im südlichen Afrika Elefantenspitzmäuse (Elephantulus), insbesondere die Östliche Klippen-Elefantenspitzmaus (Elephantulus myurus), wichtige Wirte der subadulten Stadien von Dermacentor rhinocerinus sind.
Die südafrikanische Acarologin Jane B. Walker berichtete 1974 in einer Monographie über die Zeckenfauna Kenias, dass in zwei Fällen Dermacentor rhinocerinus an Menschen gefunden worden sei. Nähere Angaben machte sie nicht. Das Verbreitungsgebiet von Dermacentor rhinocerinus deckt sich weitgehend mit dem der beiden afrikanischen Nashornarten und umfasst weite Teile des südlichen und östlichen Afrika.

## Überträger von Piroplasmen
Zwei von Zecken als Vektor übertragene Piroplasmen, Babesia bicornis und Theileria bicornis, können bei Spitzmaulnashörnern Parasitosen mit tödlichem Verlauf verursachen. Der Zeckenwirt ist noch nicht identifiziert, doch Dermacentor rhinocerinus und Amblyomma rhinocerotis wurden in der Literatur vorgeschlagen. Es gilt als wahrscheinlich, dass mit diesen Zecken auch die beiden Piroplasmen aussterben würden. Eine jüngere Studie aus Südafrika zeigte, dass von untersuchten Breitmaulnashörnern mehr als 36 Prozent mit Theileria bicornis und mehr als neun Prozent mit Theileria equi infiziert waren. Bei Breitmaulnashörnern verliefen die Infektionen allerdings asymptomatisch. Eine besondere Bedeutung hat die Babesiose für ausgewilderte Nashörner, die in ihrer Jugend nicht mit den Erregern konfrontiert waren und in der Freiheit Infektionen mit schweren Krankheitsverläufen erleben können.

## Gefährdung
Die US-amerikanischen Parasitologen Lance A. Durden und James E. Keirans führen Dermacentor rhinocerinus neben Amblyomma personatum, Amblyomma rhinocerotis und Cosmiomma hippopotamensis als eine jener Arten von Zecken auf, die ausschließlich oder fast ausschließlich Breitmaulnashorn und Spitzmaulnashorn parasitieren. Die Zeckenpopulationen gingen mit denen ihrer Wirte zurück. Der Bestand der wirtsspezifischen Parasiten ist auch dadurch gefährdet, dass eingefangene Nashörner vor ihrer Freilassung routinemäßig von ihren Parasiten befreit und mit Antiparasitika behandelt werden. Amblyomma rhinocerotis ist im Vergleich zu artspezifischen Parasiten des Spitzmaulnashorns, wie Amblyomma personatum, weniger stark gefährdet. Die Untersuchung der Zeckenfauna beider Nashornarten im südlichen Afrika erbrachten Nachweise für Amblyomma rhinocerotis, mit Prävalenzen zwischen 3,8 und 66,7 Prozent. Demgegenüber betrug die Prävalenz des Befalls mit Amblyomma hebraicum bei beiden Nashornarten bis 100 Prozent.

## Systematik

### Äußere Systematik
Dermacentor rhinocerinus (Denny, 1843) gehört mit mehr als 700 Arten in 14 Gattungen zur weltweit verbreiteten Familie der Schildzecken (Ixodidae). Die Gattung Buntzecken umfasst etwa 35 Arten, die an Säugetieren, Reptilien und Amphibien parasitieren.
Der deutsche Zoologe Paul Schulze errichtete für die Art 1932 die Gattung Amblyocentor, die von nachfolgenden Autoren gelegentlich als Untergattung der Buntzecken akzeptiert wurde. Heute wird Amblyocentor als Synonym von Dermacentor angesehen.

### Innere Systematik
1910 beschrieb der französische Acarologe Louis Georges Neumann die Unterart Dermacentor rhinocerotis permaculatus nach zwei männlichen Zecken mit abweichender Färbung und Zeichnung, die 1905 am Kilimandscharo gesammelt wurden. Tatsächlich meinte Neumann nicht Dermacentor rhinocerotis als Synonym von Amblyomma rhinocerotis (De Geer, 1778), sondern die Art Dermacentor rhinocerinus (Denny, 1843). Don R. Arthur korrigierte diesen Fehler 1960 und bestätigte die Existenz unterscheidbarer Formen, die nicht nur in der Zeichnung, sondern auch in der Größe differierten. Die Unterart wurde 1992 von Agustin Estrada-Peña mit der Nominatform synonymisiert, da zwischen den beiden vermeintlichen Unterarten zahlreiche Übergangsformen existieren und eine Abgrenzung nach morphologischen Kriterien nicht möglich ist.
Der Acarologe E. Aneurin Lewis beschrieb 1934 eine weitere Unterart, Dermacentor rhinocerinus arangis, nach einem einzigen Exemplar. Bereits in einer Fußnote zu dieser Veröffentlichung widerlegte Lewis selbst die Gültigkeit der Unterart, das untersuchte Exemplar sei nur ein atypisches Exemplar von Dermacentor rhinocerotis (sic!).

### Erstbeschreibung und Taxonomiegeschichte
Die Erstbeschreibung von Dermacentor rhinocerinus erfolgte 1843 durch Henry Denny in der Fachzeitschrift Annals and Magazine of Natural History nach einem einzigen männlichen Exemplar. Die Zecke war Denny vom 13. Earl of Derby zur Verfügung gestellt und um 1840 von Joseph Burke in Südafrika gesammelt worden. Denny beschrieb die Art als Ixodes rhinocerinus und benannte das Spitzmaulnashorn als Typuswirt. Es ist aber möglich, dass Dennys Exemplar tatsächlich von einem Breitmaulnashorn stammte, da sich die Unterscheidung der afrikanischen Nashörner in zwei Arten im Sprachgebrauch noch nicht durchgesetzt hatte. Die Nymphen wurden erstmals 1964 von Carleton M. Clifford und George Anastos beschrieben. 1993 beschrieb James E. Keirans die Art erneut und erstmals unter Einbeziehung des Larvenstadiums.

### Synonymie
Für Dermacentor rhinocerinus wurden im Laufe der Zeit mehrere Synonyme veröffentlicht, und es kam immer wieder zu Verwechslungen mit der Art Amblyomma rhinocerotis (De Geer, 1778):
- Ixodes rhinocerinus Denny, 1843[15]
- Ixodes rhinocerotis Gervais, 1844[4]
- Amblyomma rhinocerinus Koch, 1844[16]
- Amblyomma rhinocerotis Koch, 1844[16]
- Dermacentor rhinocerotis permaculatus Neumann, 1910[13]
- Dermacentor rhinocerinus permaculatus Neumann, 1910[14]
- Amblyocentor rhinocerinus Schulze, 1932[12]
- Dermacentor rhinocerinus arangis Lewis, 1934[1]
- Dermacentor (Amblyocentor) rhinocerinus Lewis, 1934[1]